# مارتینسیکورو
مارتینسیکورو (به ایتالیایی: Martinsicuro) یک کومونه در ایتالیا است که در استان تیرامو واقع شده‌است.

## خصوصیات
مارتینسیکورو ۱۴ کیلومترمربع مساحت و ۱۶٬۹۹۳ نفر جمعیت دارد و ۲ متر بالاتر از سطح دریا واقع شده‌است.

## خواهرخوانده
شهرهای پوئرتو د لا کروس و ماکو (مجارستان) خواهرخوانده‌های مارتینسیکورو هستند.